# Xilóz
A xilóz egy öt szénatomos monoszacharid, egy aldopentóz. Az összegképlete C5H10O5. A xilóz molekulájában formilcsoport (-CHO) található, tehát az aldózok közé tartozik. A természetben a 
d módosulata (
d-Xilóz) található meg. A növények fás részeiben található poliszacharid, a xilán felépítésében vesz részt.

## Tulajdonságai

Piranózgyűrűs -xilóz

A xilóz szobahőmérsékleten színtelen, szilárd halmazállapotú vegyület. Könnyen kristályosodik. A xilóz gyűrűvé is záródhat, ilyenkor (főként) hattagú piranózgyűrűt alkot. A 
d-xilóz nem erjeszthető.

## Előfordulása a természetben
A 
d-xilóz a természetben eléggé elterjedt. Megtalálható a xilán nevű poliszacharidban, amely növények elfásodott részeiben fordul elő. Viszonylag elterjedtek a xilóz glikozidjai is. Diszacharidok felépítésében is részt vehet.
A cukorcsoporttal ellátott fehérjék xilozilálása a Notch-jelzőútban fontos szerepet tölt be.

## Előállítása, felhasználása
A 
d-xilóz legkönnyebben olyan mezőgazdasági hulladéktermékekből állítható elő, amelyeknek a xilántartalma viszonylag magas. Ilyenek például a szalma, a kukoricacsutka, a gyapotmaghéj.
A xilóz redukciójával nyerhető cukoralkoholt, a xilitet édesítőszerként alkalmazzák.